# 52ª legislatura della Confederazione Svizzera
La 52ª legislatura della Confederazione Svizzera è in carica dal 4 dicembre 2023. Nell'ordinamento svizzero, la legislatura è formalmente prevista solo per il Consiglio nazionale, mentre l'elezione dei membri del Consiglio degli Stati è regolata a livello cantonale.

## Consiglio federale
I presidenti, vicepresidenti e i membri del Consiglio federale durante la legislatura sono stati i seguenti:

### Presidenti e vicepresidenti
| Periodo                            | Presidente   | Vicepresidente      |
| ---------------------------------- | ------------ | ------------------- |
| 1º gennaio 2023 - 31 dicembre 2023 | Alain Berset | Viola Amherd        |
| 1º gennaio 2024 - 31 dicembre 2024 | Viola Amherd | Karin Keller-Sutter |

### Membri
| Nome                      | Partito | Cantone       | Dipartimento           |
| ------------------------- | ------- | ------------- | ---------------------- |
| Viola Amherd              | AdC     | Vallese       | DDPS (2023-2024)       |
| Élisabeth Baume-Schneider | PS      | Giura         | DFGP (2023) DFI (2024) |
| Alain Berset              | PS      | Friburgo      | DFI (2023)             |
| Beat Jans                 | PS      | Basilea Città | DFGP (2024)            |
| Ignazio Cassis            | PLR     | Ticino        | DFAE (2023-2024)       |
| Karin Keller-Sutter       | PLR     | San Gallo     | DFF (2023-2024)        |
| Guy Parmelin              | UDC     | Vaud          | DEFR (2023-2024)       |
| Albert Rösti              | UDC     | Berna         | DATEC (2023-2024)      |

## Consiglio nazionale
Nel corso della legislatura, i presidenti e i vicepresidenti del Consiglio nazionale sono stati i seguenti:
| Periodo           | Presidente      | 1º Vicepresidente | 2º Vicepresidente |
| ----------------- | --------------- | ----------------- | ----------------- |
| 4 dicembre 2023 - | Eric Nussbaumer | Maja Riniker      | Pierre-André Page |

## Consiglio degli Stati
Nel corso della legislatura, i presidenti e i vicepresidenti del Consiglio degli Stati sono stati i seguenti:
| Periodo           | Presidente | 1º Vicepresidente | 2º Vicepresidente |
| ----------------- | ---------- | ----------------- | ----------------- |
| 4 dicembre 2023 - | Eva Herzog | Andrea Caroni     | Stefan Engler     |